# Deeside Stadium
Deeside Stadium – wielofunkcyjny stadion w Connah’s Quay, w Walii (Wielka Brytania). Został otwarty w 1998 roku. Może pomieścić 1500 widzów. Wyposażony jest m.in. w maszty oświetleniowe i 8-torową, tartanową bieżnię lekkoatletyczną. Swoje spotkania rozgrywają na nim piłkarze klubu Connah’s Quay Nomads FC, którzy przed otwarciem Deeside Stadium występowali na Halfway Ground.